# Lola LC87
Lola LC87 — первый болид Формулы-1 команды Larrousse, спроектированный под руководством Ральфа Беллами и построенный компанией Lola Cars для участия в чемпионате 1987 года.

## История

Янник Дальмас за рулём Lola LC87.

Для участия в Чемпионате мира команда заявила только одно шасси. Разработанное Ральфом Беллами и построенное компанией Lola Cars, оно представляло собой усовершенствованный автомобиль Формулы-3000 с увеличенной колёсной базой и более объёмным топливным баком. Оснащалось оно обычным атмосферным двигетелем Ford Cosworth DFZ V8.
Дебют состоялся на втором этапе сезона - Гран-при Сан-Марино. Несмотря на не самые выдающиеся характеристики машина позволила единственному пилоту команды Филиппу Альо финишировать на десятом месте. В следующей гонке он стал восьмым. К этому времени Беллами снизил массу шасси на 15 килограмм за счёт уменьшения моторного отсека. Позже был облегчен и монокок на 4 кг. Альо смог завоевать для команды три шестых места: в Хоккенхайме, Хересе и Мехико.
Там же в Мексике Larrousse выставила второй автомобиль, за руль которого сел ещё один француз Янник Дальмас, который даже финишировал пятым в последней гонке сезона в Аделаиде. Однако это не принесло очков Яннику и команде.

## Результаты выступлений в гонках
| Год  | Шасси | Двигатель                | Шины | Пилоты  | 1   | 2   | 3   | 4    | 5    | 6    | 7    | 8   | 9    | 10  | 11   | 12   | 13  | 14  | 15   | 16   | Место | Очки |
| ---- | ----- | ------------------------ | ---- | ------- | --- | --- | --- | ---- | ---- | ---- | ---- | --- | ---- | --- | ---- | ---- | --- | --- | ---- | ---- | ----- | ---- |
| 1987 | LC87  | Ford Cosworth DFZ V8 3,5 | G    |         | БРА | САН | БЕЛ | МОН  | ДЕТ  | ФРА  | ВЕЛ  | ГЕР | ВЕН  | АВТ | ИТА  | ПОР  | ИСП | МЕК | ЯПО  | АВС  | 9     | 3(5) |
| 1987 | LC87  | Ford Cosworth DFZ V8 3,5 | G    | Дальмас |     |     |     |      |      |      |      |     |      |     |      |      |     | 19  | 14   | 5    | 9     | 3(5) |
| 1987 | LC87  | Ford Cosworth DFZ V8 3,5 | G    | Альо    |     | 10  | 8   | Сход | Сход | Сход | Сход | 6   | Сход | 12  | Сход | Сход | 6   | 6   | Сход | Сход | 9     | 3(5) |

| Легенда к таблице |                                                                    |
| --- | ------------------------------------------------------------------ |
| В таблице перечислены результаты всех Гран-при Формулы-1, в которых использовался автомобиль. Строками таблицы являются сезоны, столбцами — этапы чемпионата мира. В каждой клетке указаны сокращённое название этапа и результат, дополнительно обозначенный цветом. Расшифровка обозначений и цветов представлена в нижеследующей таблице. |                                                                    |
| \| Пример \| Описание \| \| ------------ \| ------------------------------------------------------------------ \| \| 1 \| Победитель \| \| 2 \| Второе место \| \| 3 \| Третье место \| \| 5 \| Финишировал, заработав очки \| \| Сход \| Не финишировал, но при этом заработал очки \| \| 12 \| Финишировал, не получив очков \| \| НКЛ \| Финишировал, но не попал в финальную классификацию \| \| 15 \| Участвовал вне зачёта, либо по отдельной классификации \| \| 18 \| Не финишировал, но попал в финальную классификацию \| \| Сход \| Не финишировал \| \| НКВ \| Не прошёл квалификацию \| \| НПКВ \| Не прошёл предквалификацию \| \| ДСК \| Дисквалифицирован \| \| ИСК \| Исключён из протокола соревнований \| \| ТТ \| Заявлен для участия только в тренировках \| \| НС \| Участвовал в квалификации, но не стартовал в гонке \| \| Т \| Травмирован или болен \| \| ОТК \| Отказ от участия \| \| НТР \| Прибыл на соревнования, но на трассу не выезжал \| \| НПР \| Был заявлен в числе участников, но не прибыл к началу соревнований \| \| О \| Соревнования отменены \| \| \| Не участвовал \| \| Поул-позиция \| \| \| Быстрый круг \| \| |                                                                    |
| Пример | Описание                                                           |
| 1 | Победитель                                                         |
| 2 | Второе место                                                       |
| 3 | Третье место                                                       |
| 5 | Финишировал, заработав очки                                        |
| Сход | Не финишировал, но при этом заработал очки                         |
| 12 | Финишировал, не получив очков                                      |
| НКЛ | Финишировал, но не попал в финальную классификацию                 |
| 15 | Участвовал вне зачёта, либо по отдельной классификации             |
| 18 | Не финишировал, но попал в финальную классификацию                 |
| Сход | Не финишировал                                                     |
| НКВ | Не прошёл квалификацию                                             |
| НПКВ | Не прошёл предквалификацию                                         |
| ДСК | Дисквалифицирован                                                  |
| ИСК | Исключён из протокола соревнований                                 |
| ТТ | Заявлен для участия только в тренировках                           |
| НС | Участвовал в квалификации, но не стартовал в гонке                 |
| Т | Травмирован или болен                                              |
| ОТК | Отказ от участия                                                   |
| НТР | Прибыл на соревнования, но на трассу не выезжал                    |
| НПР | Был заявлен в числе участников, но не прибыл к началу соревнований |
| О | Соревнования отменены                                              |
| | Не участвовал                                                      |
| Поул-позиция |                                                                    |
| Быстрый круг |                                                                    |